# 訃報 1994年
訃報 1994年（ふほう 1994ねん）は、1994年（平成6年）中に物故した人物をまとめたものである。詳細は月別訃報記事を参照のこと。

## 月別の訃報記事一覧
- 訃報 1994年1月
- 訃報 1994年2月
- 訃報 1994年3月
- 訃報 1994年4月
- 訃報 1994年5月
- 訃報 1994年6月
- 訃報 1994年7月
- 訃報 1994年8月
- 訃報 1994年9月
- 訃報 1994年10月
- 訃報 1994年11月
- 訃報 1994年12月

## 関連書籍
- 『現代物故者事典（1994 - 1996）』日外アソシエーツ、1997年3月21日。ISBN 978-4-8169-1412-6。